# Petr Kien
Petr Kien (1. ledna 1919 Varnsdorf – 1944 Auschwitz-Birkenau) byl výtvarník, básník a dramatik. Celým křestním jménem Franzpeter nebo František Petr.

## Životopis
Pocházel z německy mluvící židovské rodiny. 1937 – 1939 studoval na pražské Akademii výtvarného umění u Williho Nowaka. Po nacistické okupaci studoval na soukromé výtvarné škole Officina Pragensis, kterou po odchodu jejího zakladatele Huga Steinera-Prag do exilu vedl Jaroslav Šváb. V roce 1941 byl deportován do Terezína, kde pokračoval v umělecké tvorbě; stopy po něm končí v říjnu 1944 v koncentračním táboře v Osvětimi.
Petr Kien patří mezi osoby, jenž byly s určitou pravděpodobností zachyceny na fotografiích v Albu G.T., nalezeném v pozůstalosti terezínského přeživšího, novináře Milana Weinera.

## Autorská tvorba
Autor kreseb, maleb, grafických návrhů. Spisovatel literárních děl, básně (sbírka Morové město), divadelní hry, libreto k opeře Viktora Ullmanna Císař Atlantidy aneb Odepření smrti (poprvé uvedena 1975). Před deportací věnoval své milence Helze Wolfensteinové Kingové, jíž se poštěstilo válku přežít, kufr plný skic a kreseb (400-500), který ukryla její matka na infekčním oddělení nemocnice ghetta, jemuž se esesáci vyhýbali. Kresby jí po válce zabavili komunisté. Helga se snažila desítky let získat zpět kresby, které jsou v držení Památníku Terezín. Úspěchu se zatím nedočkala ani její dcera.